# Гамяюк
Гамяюк (бел. Гамяюк, Гомій) — ручей, правый приток Сожа в городе Гомель (Белоруссия). Возможно, от названия ручья произошло название города. Своими крутыми берегами образует Кагальный ров.
В XIX веке в нижней части оврага был создан Лебединый пруд. Через пруд перекинуты два моста — верхний пешеходный и нижний в виде архаичной арки, с которых можно наблюдать за лебедями. Сейчас это один из самых живописных уголков на территории парка гомельского дворцово-паркового ансамбля.